# Trégueux
Trégueux (bretonisch: Tregaeg) eine französische Stadt mit 8462 Einwohnern (Stand 1. Januar 2022), in Nordwest-Frankreich, die im Département Côtes-d’Armor und in der Region Bretagne liegt. Sie gehört zum Arrondissement Saint-Brieuc und zum Kanton Trégueux.

## Geographie
Trégueux liegt sechs Kilometer südöstlich von Saint Brieuc, mit dem es praktisch zusammengewachsen ist. Zum Atlantik sind es rund sieben Kilometer.

## Bevölkerungsentwicklung
| Jahr      | 1962 | 1968 | 1975 | 1982 | 1990 | 1999 | 2009 | 2016 |
| --------- | ---- | ---- | ---- | ---- | ---- | ---- | ---- | ---- |
| Einwohner | 1734 | 2182 | 4704 | 6537 | 6970 | 6581 | 7750 | 8444 |

## Sehenswürdigkeiten
Siehe: Liste der Monuments historiques in Trégueux

## Partnerstädte
Gammertingen in Baden-Württemberg und Lavelanet im französischen Département Ariège sind Partnergemeinden von Trégueux.